# Ndete Napu
Ndete Napu je pole fumarol, bahenních sopek a termálních pramenů, nacházející se podél údolí řeky Lowomelo v centrální části indonéského ostrova Flores. Kdy došlo k začátku aktivity pole, není známo.